# Lenny Martinez
Lenny Martinez (Cannes, França, 11 de julho de 2003) é um ciclista profissional francês que compete com a equipa Groupama-FDJ.

## Trajetória
Proveniente de uma família com tradição ciclista, seu pai, seu tio e seu avô foram profissionais, juntaram-se em 2022 à equipa Continental do Groupama-FDJ. Nesse mesmo ano participou de várias corridas com a equipe principal e chamaram a atenção, suas atuações em provas montanhosas como o Tour dos Alpes ou o Mercan'Tour Classic Alpes-Maritimes. Posteriormente foi o terceiro no Giro d'Italia Jovem sub-23 e ganhou o Giro do Vale de Aosta, pelo que em agosto se confirmou seu ascensão definitiva à formação do UCI WorldTour em 2023.
Em sua primeira campanha na máxima categoria conseguiu impor-se, com 19 anos, no CIC Mont Ventoux, prova de um dia com final em dita montanha, por adiante de Michael Woods. Nesse ano participou na Volta a Espanha e na 6.ª etapa colocou-se como líder da classificação geral, com apenas 20 anos convertendo deste modo o ciclista mais jovem em toda a história da prova a conseguir.

## Palmarés
- 2022
  - Giro do Vale de Aosta
  - 2 etapas da Ronde d'Isard

- 2023
  - CIC Mont Ventoux

## Resultados

### Grandes Voltas
| Corrida | Corrida         | 2022 | 2023 |
| ------- | --------------- | ---- | ---- |
|         | Giro d'Italia   | —    | —    |
|         | Tour de France  | —    | —    |
|         | Volta a Espanha | —    |      |

### Voltas menores
| Corrida | Corrida              | 2022 | 2023 |
| ------- | -------------------- | ---- | ---- |
|         | Volta à Catalunha    | —    | 12.º |
|         | Volta à Romandia     | —    | 28.º |
|         | Critério do Dauphiné | —    | 18.º |
|         | Volta à Polónia      | —    | 12.º |

―: não participa
Ab.: abandono

## Equipas
- Groupama-FDJ Continental (2022)
- Groupama-FDJ (2023-)